# Isfiskeri paa Ringkøbing Fjord
Isfiskeri paa Ringkøbing Fjord er en dokumentarfilm fra 1947 instrueret af Holger Rasmussen efter eget manuskript.

## Handling
Filmen skildrer en gammel, nu forbudt, fiskemetode. Optagelserne er sket under isperioden i begyndelsen af 1947 under medvirken af ældre fiskere, der tidligere har været med til at anvende metoden, og som ejede eller kunne konstruere de gamle redskaber.